# Ерикуза
Ерикуза је најсјеверније острво Отонске групе острва, а самим тим и најсјеверније острво Грчке. 
Координате острва: 39° 53' Сгш; 19° 35' Игд
Острво је од сјеверне обале Крфа удаљено око 25 km. Дужина и ширина острва су подједнаке и износе око 2 km, што острву даје површину величине нешто изнад 4 km². То га чини другим по величини острвом, мале Отонске групе.
На острву живи око 90 људи, који се оглавном баве пољопривредом, и то посебном узгајањем маслина. На острву је такође развијен туризам и рибарство, али у доста мањој мјери. Највиша тачка острва је узвишење Мерлера, чија висина износи 130 m.
Бродска веза са осталим острвима постоји зависно од лијепог времена. Редован превоз се обавља са главним градом острва Крф, а за вријеме љетње сезоне постоје и линије са сјеверним крфским мјестима. До данашњих дана, седам малих села која се налазе на острву прилично су ријетко туристички посјећивана, па су због тога задржала атрибут веома мирних мјеста.
Главна мјеста на острву су малена лука и село Порто, као и истоимено село Ерикуза, које се налази на источној обали острва.
Притом на Ерикузи постоји више хотела, веома дуге пјешчане плаже, а морска вода око острва је провидна попут стакла.